# Spilobotys hebridesia
Spilobotys hebridesia là một loài bướm đêm trong họ Noctuidae.